# Gulbandsknopp
Gulbandsknopp (Styela atlantica) är en sjöpungsart som först beskrevs av Van Name 1912.  Gulbandsknopp ingår i släktet Styela och familjen Styelidae. Enligt den svenska rödlistan är arten starkt hotad i Sverige. Arten förekommer i Götaland. Artens livsmiljö är havet. Inga underarter finns listade i Catalogue of Life.